# 우드로 윌슨의 대통령직 인수
우드로 윌슨의 대통령직 인수는 그가 1912년 미국 대통령 선거에서 승리하여 대통령 당선인이 되면서 시작되었고, 1913년 3월 4일 정오 미국 동부 표준시에 윌슨이 취임하면서 끝났다.
윌슨의 인수 기간 동안, "대통령직 인수"라는 용어는 개인이 미국 대통령으로 선출된 시점부터 직무를 맡는 시점 사이의 기간에 널리 적용되지 않았다.

## 대통령 당선인 윌슨의 활동
대통령 선거에서 승리한 직후 윌슨은 배를 타고 버뮤다에서 한 달간의 휴가를 시작했다. 당시에는 대통령 인수 기간이 최근보다 길었기 때문에 대통령 당선인이 선거 후 몇 주 동안 휴가를 가는 것이 일반적이었다. 미국 수정 헌법 제20조는 인수 기간을 단축시켰다. 인수 과정은 최근의 대규모 대통령 인수 과정에 비해 훨씬 규모가 작았다. 윌슨은 11월 18일 버뮤다에 도착하여 12월 13일까지 그곳에 머물렀다.
윌슨은 대통령에 취임하기 며칠 전까지 뉴저지주지사직을 사임하지 않았으며, 인수 기간의 대부분을 뉴저지 트렌턴에서 주지사 공식 업무를 수행하는 데 보냈다.
12월 중순부터 2월까지 윌슨은 주지사로서의 책임을 수행하고 대통령 행정부의 내각 각료 임명에 집중하며 대부분의 시간을 보냈다. 그는 또한 대통령 행정부의 정책 개발에도 힘썼다.
12월 27일부터 29일까지 윌슨은 자신의 출생지인 버지니아 스톤턴에 머물며 자신의 생일 축하 행사에 참석했다.

### 각료 인선

#### 내각 구성원
윌슨의 내각 인선 과정은 대중은 물론 대부분의 민주당 정치인과 관계자에게도 철저히 숨겨졌다. 윌슨은 취임 전까지 자신의 내각 인사를 전혀 발표하지 않았다. 이는 당시 미국의 대통령직 인수 과정에서는 드문 일이 아니었다. 이전의 대통령직 인수 과정에서도 내각 인선은 취임 전에 발표되지 않거나, 아니면 취임 직전에만 발표되었다.
선거 직후, 윌슨은 내각에 대한 조언을 구하는 많은 전보를 받았다고 언급했다.

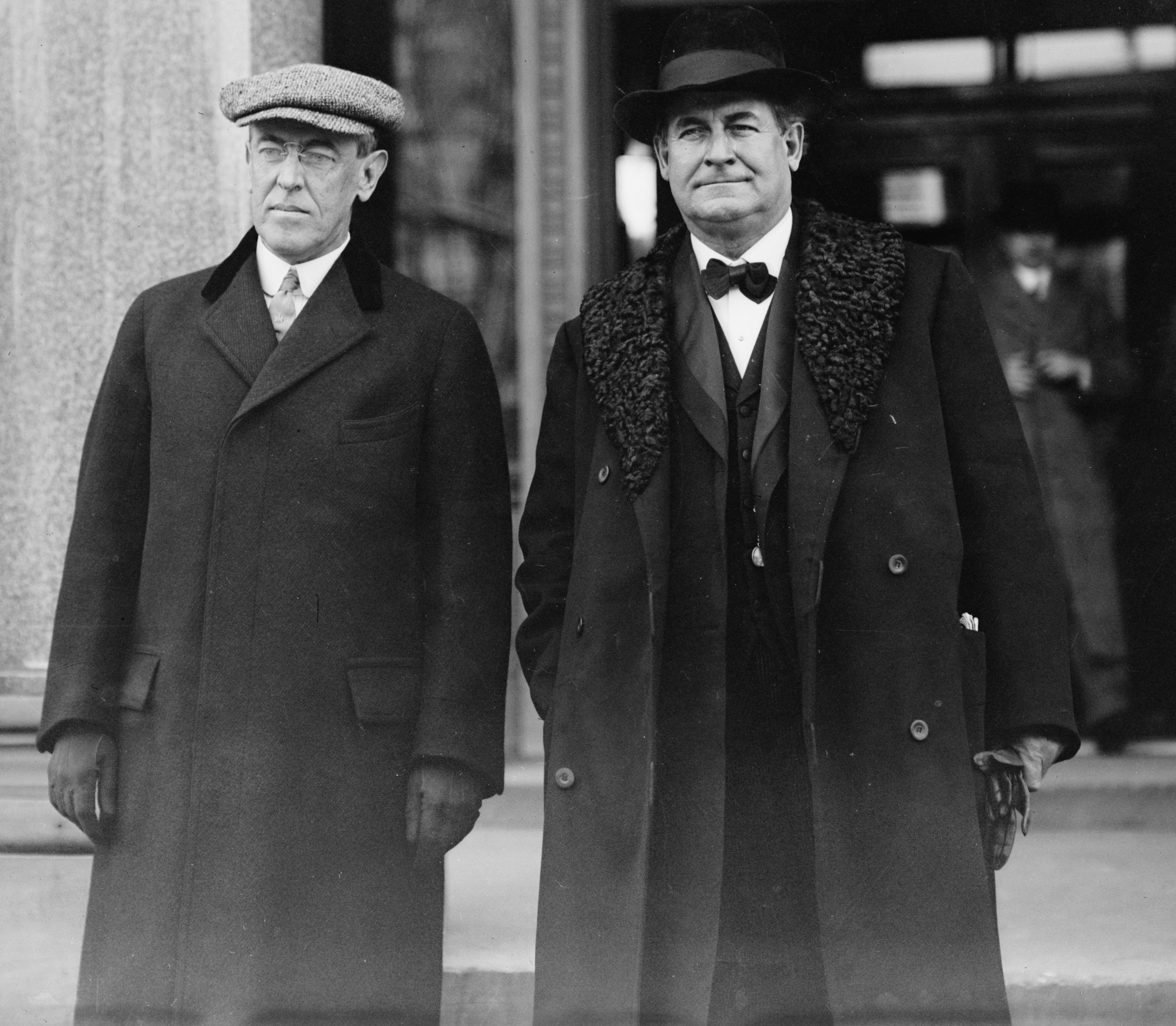
1912년 12월 21일 뉴저지 트렌턴에서 윌리엄 제닝스 브라이언과 함께 있는 윌슨 (왼쪽)

윌슨에게는 세 차례 민주당 대통령 후보로 지명되었으나 낙선한 윌리엄 제닝스 브라이언을 내각에 임명하라는 큰 압력이 있었다. 브라이언은 12월 21일 트렌턴에서 윌슨을 방문했고 그가 국무장관으로 재직하는 것에 합의했다. 브라이언은 윌슨 내각에서 독립적인 국가적 정치적 지지 기반을 가진 유일한 구성원이 되었다.
윌슨이 추가 내각 인선을 결정하는 데는 몇 주가 걸렸다. 그러나 그의 내각은 서서히 모습을 갖춰갔다. 1월 9일까지, 그가 궁극적으로 내각에 임명할 인물의 절반 이상이 이미 강력히 고려되고 있었다. 1월 말까지 윌슨은 여러 내각 직위에 대한 결정을 내렸지만, 이들에게 공식적으로 초청을 보내지는 않았다.
1월 말, 윌슨은 윌리엄 깁스 매커두에게 재무장관직을 제안했다.
2월 중순까지 윌슨은 앨버트 시드니 벌레슨을 우정청장으로, 조지퍼스 대니얼스를 해군장관으로, 데이비드 F. 휴스턴을 농무장관으로, 윌리엄 바우콥 윌슨을 노동장관으로 선택했다. 벌레슨과 대니얼스는 2월 25일 서한으로 직책을 수락했다.
윌슨은 제임스 클라크 맥레이놀즈를 법무장관으로 선택했다. 그는 2월 25일 서한으로 공식적으로 직책을 수락했다. 그는 윌리엄 C. 레드필드를 상무장관으로 선택하여 2월 26일에 제안했고, 2월 28일에 수락을 받았다.
내무장관을 선택할 때 윌슨은 태프트 행정부의 핀초-발링어 논쟁을 염두에 두고 강력한 보존 정책을 피할 수 있는 사람을 선택하기를 원했다. 윌슨은 처음에 뉴턴 D. 베이커에게 그 직책을 제안했지만, 베이커가 거절하자 프랭클린 나이트 레인이 그 직책을 맡게 되었다. 윌슨은 그 후 2월 중순에 레인이 전쟁장관을 맡고 월터 하인즈 페이지가 내무장관을 맡는 것이 더 좋겠다고 결정했다. 윌슨은 이를 위해 베이커와의 만남을 요청하기까지 했지만, 만남이 성사되기 전에 공화국의 위대한 군대가 남부 출신이 연금국을 감독하는 역할을 맡는 것에 거의 확실히 반대할 것이기 때문에 의회가 남부 출신을 전쟁장관으로 인준하지 않을 것이라는 확신을 얻었다. 윌슨은 이 계획을 철회하고 레인을 내무장관으로 유지했다.
레인을 전쟁장관으로 임명하려던 계획을 철회한 후, 윌슨은 A. 미첼 파머에게 전쟁장관직을 제안했지만, 그는 자신의 퀘이커 신앙을 이유로 거절했다. 취임식이 며칠 남지 않은 상황에서 윌슨은 조지프 패트릭 튜멀티의 제안을 받아들여 린들리 밀러 개리슨을 그 직책에 임명했다. 개리슨은 2월 25일 서한으로 공식적으로 직책을 수락했다.
윌슨은 처음에 루이스 브랜다이스를 내각에 포함시키는 것을 진지하게 고려하여, 그를 법무장관으로, 나중에는 상무장관으로 고려했지만, 브랜다이스의 자유주의가 그를 급진적으로 보이게 하여 브랜다이스의 고향 주 민주당 지도부의 반대를 불러일으켰기 때문에 그 생각을 접었다.

#### 다른 임명자들
2월 3일, 윌슨은 조지프 패트릭 튜멀티가 대통령 비서실장으로 재직할 것이라고 발표했다. 이것은 그가 취임 전에 행정부 인사에 대해 한 유일한 발표였다.

### 정책 및 정치적 사안
그의 당선 후, 많은 단체들이 윌슨에게 다양한 입장과 사안에 대해 브리핑을 하려고 했다.
인수 기간 동안 필리핀(당시 미국의 영토)에 독립을 부여할 가능성에 대해 더 많이 알아보기 위해 윌슨은 헨리 존스 포드를 비밀 조사 임무로 그곳에 보냈다. 당시에는 필리핀 독립 부여 가능성을 다루는 존스 법이 고려되고 있었다.
인수 기간 동안 윌슨은 레임덕 의회 앞에서 뜨거운 논쟁이 되는 문제에 대해 입장을 취하는 것을 대체로 피했다. 당시 대통령직 인수 과정의 관행은 대통령 당선인이 일반적으로 취임 직전까지 워싱턴 D.C.에서 떨어져 지내며, 내각 구성 및 기타 업무에 몰두하고, 물러나는 대통령의 직무 수행 능력을 약화시킬 수 있는 발언이나 행동을 피하는 것이었다.
윌슨이 뜨거운 논쟁이 되는 문제에서 벗어나 있던 한 가지 예외는 11월 말에 그가 작성한 서한이었다. 이 서한은 많은 민주당원들에게는 비공개로 보였지만 대중에게는 공개되지 않았으며, 대통령 임기를 단일 6년으로 제한하는 임기 제한을 만드는 아이디어에 반대하는 내용을 담고 있었다. 1913년 2월 1일, 상원은 47대 23으로 그러한 결의안을 통과시켰다. 단일 6년 대통령 임기 아이디어는 수년 동안, 특히 민주당원들 사이에서 논의되었으며, 민주당과 공화당 양당의 1912년 공식 정강 정책에 포함되어 있었다. 물러나는 공화당 대통령 윌리엄 하워드 태프트는 레임덕 기간 동안 그 아이디어에 대한 지속적인 지지를 표명했으며, 저명한 민주당원 윌리엄 제닝스 브라이언도 마찬가지였다. 윌슨의 반대는 그러한 임기 제한을 만드는 수정안을 추진하는 모든 조치를 중단시키는 데 도움이 되었을 수 있다.
윌슨이 민감한 사안에 의견을 표명한 또 다른 사례는 공화당 의원들에게 은행 및 통화 개혁을 통과시킬 것을 촉구한 것이었다.
민주당의 실질적인 수장으로서 윌슨은 인수 기간 동안 몇 가지 정치적 의무를 가졌다. 여러 주 의회는 1월과 2월에 해당 주의 미국 상원의원을 선출했다. 민주당, 공화당, 진보당 사이의 복잡한 3자 권력 분할이 여러 주 의회에서 이루어지면서, 여러 주에서는 상원의원을 선출하기 위한 필요한 합의를 얻기 위해 타협이 이루어져야 했다. 민주당 후보를 밀어붙일 힘과 영향력이 부족했던 여러 주에서 민주당 지도자들은 진보당 상원의원 후보를 지지해야 하는지 여부에 대해 윌슨에게 조언을 구했다. 인수 기간 동안의 문서들은 윌슨이 일반적으로 그들의 질문에 간략한 답변만 했다는 것을 보여주는 듯하다.

## 윌슨과 태프트 간의 서신 및 관계

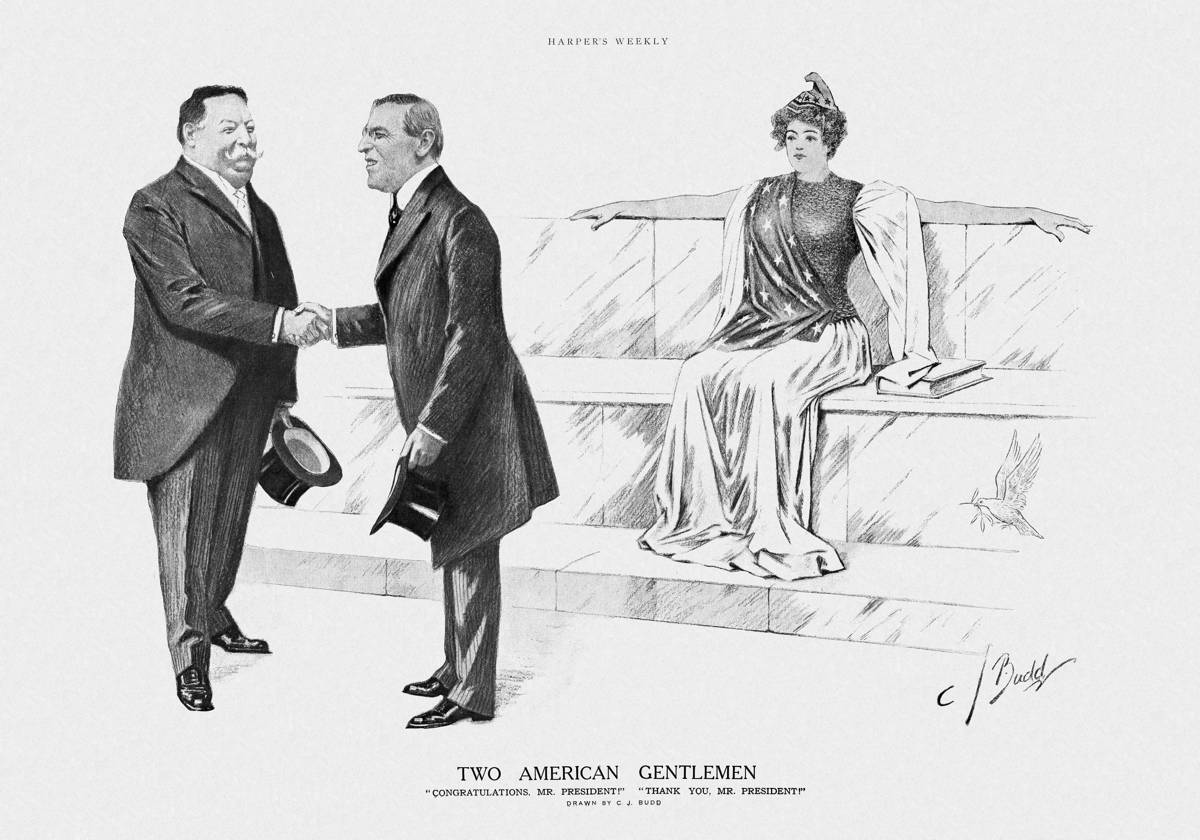
찰스 제이 버드가 1912년 11월 9일 하퍼스 위클리에 발표한 만평인 “두 미국 신사”. 평화로운 정권 이양을 기념하며, 나라의 의인화인 컬럼비아가 지켜보는 가운데 윌슨과 물러나는 대통령 윌리엄 하워드 태프트가 악수하는 모습을 묘사한다.

당시 이전 대통령직 인수의 관행은 인계인수 행정부 간의 관계가 일반적으로 제한적이었다는 것이다. 인계인수 행정부 간에는 취임식 및 새로운 행정부가 백악관으로 이전하는 물류와 관련된 문제에 대한 논의가 있었지만, 국정 운영과 관련된 문제는 과거 인수 과정에서는 일반적으로 논의되지 않았다.
11월 28일, 태프트는 윌슨과 그의 아내 엘렌 액슨 윌슨을 백악관으로 직접 초대하여 윌슨에게 유용한 정보를 제공하겠다고 제안했다. 그는 또한 태프트 자신이 계획하고 있던 여행과 유사하게 윌슨이 파나마 운하를 시찰하는 여행에 관심이 있는지 물었다. 12월 2일, 윌슨은 두 제안 모두에 정중하게 무관심을 표명했다. 그러나 이 서신은 대통령과 대통령 당선인 간의 냉담한 분위기를 깨는 역할을 했고, 그들은 인수 기간 동안 여러 문제에 대해 계속 서신을 주고받았다. 하지만 그들의 서신 교환은 여전히 상당히 제한적이었다. 윌슨은 태프트나 태프트 행정부의 주요 구성원들과 협의하는 데 대체로 관심이 없었다.
윌슨이 태프트 행정부와의 협의에 무관심했음에도 불구하고, 태프트 행정부의 많은 관리들은 윌슨에게 연락하여 정부 문제에 대한 정보를 제공하고 소통을 시도했지만, 이는 대부분 헛된 노력으로 판명되었다.
2월에 멕시코 혁명과 관련된 위기 상황이 발생했을 때조차도 윌슨은 태프트 행정부와 이 문제에 대해 협의하는 데 관심이 없었으며, 인수 기간 동안 이 위기를 다루지 않은 것으로 보인다.

### 참고 문헌
- Henry, Laurin L. (January 1961). 《Presidential Transitions》. Washington, D.C.: The Brookings Institution.